# Пасанаурі
Пасанаурі (груз. ფასანაური) — даба (містечко) у Душетському муніципалітеті, мхаре Мцхета-Мтіанеті, Грузія.

## Географія

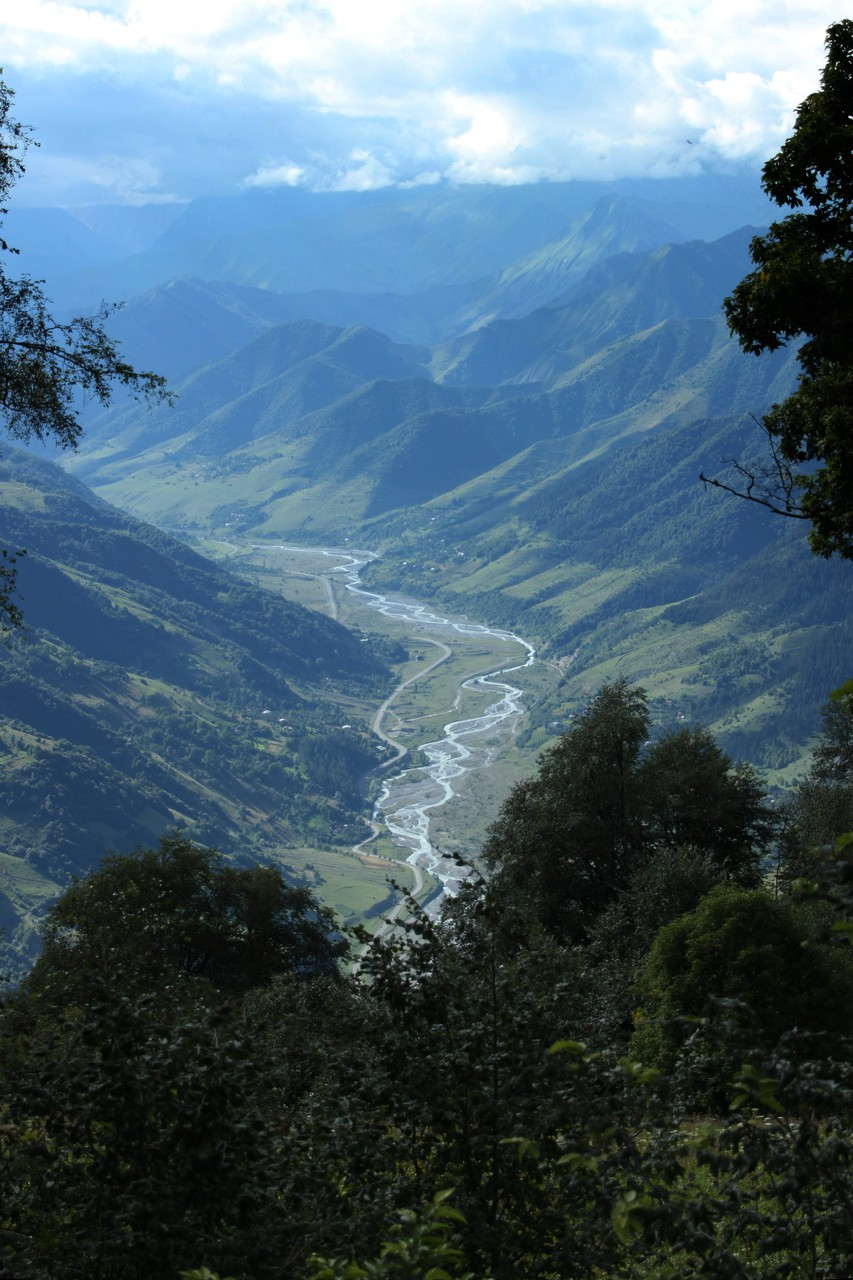
Вигляд Пасанаурі з гори Бурвана

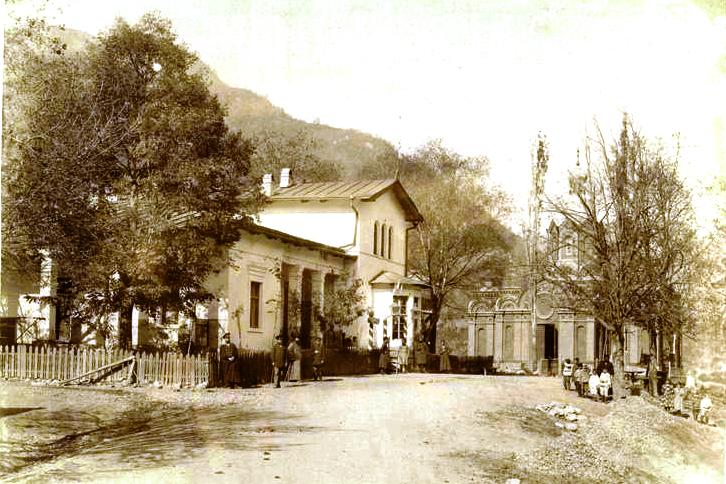
Пасанаурі, 1870-ті роки

Пасанаурі розташоване на південних схилах Великого Кавказу, в ущелині річки Мтіулеті-Араґві (притока Араґві), за 20 км на південний схід від гірсько-лижного курорту Ґудаурі, за 55 км на північ від Мцхети та за 60 км від Тбілісі, на Воєнно-Грузинській дорозі, 1050 м над рівнем моря. 
Нижче Пасанаурі знаходиться злиття річок Мтіулеті-Араґві (також: Тетрі-Араґві, Біла Араґві) та Ґудамакарі-Араґві (також: Шаві-Араґві, Чорна Араґві). Містечко розташоване між Степанцміндою та Тбілісі.

## Топонім
Назва Пасанаурі походить від мита, яке платили на військовій заставі ті, хто їхав Воєнно-Грузинською дорогою. Мито називали «ціна», що грузинською називається «Пасі».

## Клімат
У містечку Пасанаурі клімат характерний для нижнього пояса середніх гір. Зима прохолодна та сніжна, літо тепле та вологе.
Середньорічна температура — 8.1 °C. Найтеплішим місяцем є серпень, з середньою температурою 18.7 °C, найпрохолоднішим — січень, з середньою температурою -3.1 °C.
Середньорічна кількість опадів — 1192 мм. Найменше опадів випадає у січні — 61 мм, найбільше в травні, у середньому 156 мм.
Середньорічна відносна вологість повітря — 72%.

## Історія
Містечко Пасанаурі є центром історичного регіону Мтіулеті, який населяють мтіули — етнографічна група грузин. 
Перші згадки про Пасанаурі датуються XVIII століття, тоді на мапах містечко позначено як «Кістурі». У першій половині XIX століття тут був військовий пост на Воєнно-Грузинській дорозі. 
У 1829 році через Пасанаурі проїжджав Олександр Пушкін, а в 1927 році у містечку побували Ільф та Петров, після чого були написані декілька абзаців про Пасанаурі в романі «12 стільців».
Пасанаурі є його візитівкою та вважається батьківщиною хінкалі.
У 1967 році Пасанаурі отримало статус селища міського типу.

## Демографія
Чисельність населення містечка Пасанаурі, станом на 2014 рік, налічує 1,148 осіб, з яких 99,4 % — грузини.

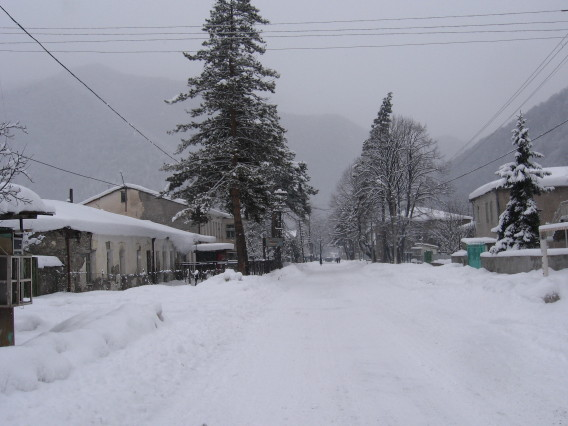
Пасанаурі взимку 2006 року

## Курорт
Містечко Пасанаурі відоме своїми джерелами мінеральної вуглекисло-солоно-лужної води, із загальною мінералізацією 3-15 г/дм³, близької за складом до «Єсентуки» № 4 та № 17. Лікувальні показники: захворювання органів травлення, серцево-судинної системи та дихальних шляхів.
У Пасанаурі функціонують пансіонати, туристичні бази та готель «Араґві».

## Відомі люди
Уродженці
- Яків Трипольський — грузинський радянський актор. Народний артист Грузії (1966).